# سانیت بلر
سوزان بلر، معروف به سانیت بلر، (انگلیسی: Sanite Bélair ؛ ۱۷۸۱ – ۵ اکتبر ۱۸۰۲)، یک انقلابی هائیتی و ستوان ارتش توسان لوورتیور بود.
او در منطقه ورت در هائیتی به دنیا آمد. پدر و مادرش برده بودند و لذا خودش نیز از بدو تولد برده بود. در سال ۱۷۹۶ با شارل بلر، یک فرمانده تیپ انقلاب که بعداً ژنرال شد،ازدواج کرد. او یکی از شرکت‌کنندگان فعال در انقلاب هائیتی بود. در جریان نبرد با نیروهای فرانسوی در سنت دومینیگ  سانیت ابتدا به گروهبانی رسید و بعدا ستوان شد.

## دستگیری و اعدام
خانواده بلر که توسط یک ستون از ارتش فرانسه به فرماندهی فاوستین رپوسار تعقیب می‌شدند، به شهرستان آرتیبونیت پناه بردند. رپوسار دست به  یک حمله غافلگیرکننده به منطقه کوریل میراولت زد و سانیت بلررا دستگیر کرد. شوهرش نیز خود را تسلیم کرد تا از او جدا نشود. هر دو به اعدام محکوم شدند، همسرش را تیرباران و سانیت را به دلیل جنسیتش سر بریدند. او اعدام شوهرش را تماشا کرد درحالی‌که در آرامش از او می‌خواست که شجاعانه بمیرد، همسرش به آرامی به سمت جوخه اعدام خود رفت و از بستن چشم‌بند خودداری کرد. گفته‌اند که پس از دستگیری، هنگامی که تهدید به سر بریدن شد، مصرانه بر حق خود برای مرگ شرافتمندانه یک سرباز با شلیک تفنگ پافشاری کرد و ایستاده در برابر سلاح‌های آماده آنها فریاد زد: «زنده باد آزادی! مرگ بر بردگی!».

## میراث

سانیته بلر به عنوان یکی از قهرمانان انقلاب هائیتی شناخته می‌شود. در سال ۲۰۰۴، در «دویستمین سالگرد تاسیس کشور هائیتی» و در یادبود او تصویرش بر روی اسکناس ده گوردی هائیتی گذاشته شد.